# Bentley Continental Supersports
De Bentley Continental Supersports is de snelste en krachtigste Bentley ooit. De auto werd voor het eerst getoond op de Autosalon van Genève in Zwitserland, in maart 2009. De auto is in Nederland verkrijgbaar voor €330.534,-. De massa van de auto is 110 kg kleiner dan die van de Continental GT Speed.
Het opvallende aan deze auto is dat de auto op bio-ethanol rijdt, een brandstof die vrij weinig gebruikt wordt. Dat de auto op bio-brandstof rijdt, betekent niet direct dat de auto zuinig is. Het gemiddeld verbruik is 16,3 liter per 100 km en de gemiddelde CO2-uitstoot bedraagt 388 gram per km.